# 柳家さん喬
柳家 さん喬（やなぎや さんきょう）は、落語家の名前。
- 柳家さん喬 - 後∶初代柳家小はん
- 柳家さん喬 - 本項にて記述

柳家 さん喬（やなぎや さんきょう、1948年8月4日 - ）は、東京都墨田区本所出身の落語家。落語協会所属、同協会会長（12代）。本名：稲葉 稔。出囃子は「鞍馬獅子」。紋は「丸に三ツ柏」。

## 経歴
1948年8月4日、本所吾妻橋の洋食店「キッチンイナバ」（2014年4月30日閉店）の次男として誕生。子供の頃のあだ名は「みっちゃん」だった。本所に生まれ育ち、歩いて5分のところに大歓楽街「浅草公園六区」があったため、幼少のときから祖父や父に寄席や演芸場に連れていってもらうなど、落語に親しむ環境にあった。中央大学附属高等学校卒業。従姉の紹介で芸能学校の落語教室に通い、当時吉生といった六代目三遊亭圓窓に教えを受けた。
実家の常連「大沢さん」が師匠小さんを二ツ目時代からの贔屓にしていた関係で紹介してもらい、1967年4月23日に五代目柳家小さんへ入門し前座名「小稲」を名乗る。初高座は1968年12月28日で、場所は日本橋人形町末廣の小さん一門会、演目は『道灌』であった。
1972年11月に五街道雲助、柳家さん治、金原亭駒三、三遊亭梅生、立川談十郎、三遊亭楽松と共に二ツ目に昇進し、「さん喬」と改名。さん喬の名は自分で考えたものであり、師匠小さんの「さん」に橘家圓喬の「喬」の字を加えて「さん喬」とした。
1980年10月に真打試験に合格し、1981年3月に五街道雲助、三遊亭圓龍、むかし家今松、三遊亭歌司、二代目金原亭馬の助、橘家竹蔵と共に真打昇進。
1984年に国立演芸場金賞受賞。1986年、選抜若手演芸大賞 真打部門大賞受賞。1987年、文化庁芸術祭賞受賞。1994年、浅草芸能大賞新人賞受賞。
2001年に落語協会理事付役員に就任し、2006年に落語協会常任理事に転任。
2013年に芸術選奨文部科学大臣賞（大衆芸能部門）受賞。2014年に国際交流基金賞 受賞（落語家としては初受賞）、浅草芸能大賞奨励賞受賞。2017年、紫綬褒章受章。
2024年6月26日の落語協会理事会にて、四代目柳亭市馬の後任として落語協会会長に就任。

## 人物
特技は日本舞踊（藤間流名取）、剣道三段。趣味は創作料理、演劇鑑賞。
政治家（細野豪志、小泉進次郎、松井孝治など）のファンも多く、2018年結成された国会議員による超党派落語議員連盟の設立会合ではゲストとして招かれ国会内で落語を演じた。その後、2021年2月9日に国会内で開催されたコロナ禍での落語界の実情と対策を考える落語議連会合では、新型コロナウイルスによる落語業界の現状についてのヒアリングに実演家として唯一参加、「落語を守っていかなければならないが、危機にひんしている」と落語家が置かれている状況について説明した。
2022年から墨田区議会議員の稲葉一弘は甥にあたる。

## 活動
同じ五代目柳家小さん門下（元は5代目の孫弟子）の柳家権太楼と親交が深く、よきライバルでもあり、毎年8月の上野の鈴本演芸場や、年末の新宿末広亭における2人の高座は人気を博している。また上方の六代目笑福亭松喬一門とも交流がある。
2006年から毎年7月に、米国ミドルベリー大学夏期日本語学校に招かれ、落語を通して外国人に日本語と日本文化を紹介する活動を続けている。2007年の秋には、国際交流基金ブダペスト日本文化センター主催の「落語を通じてハンガリー人を笑わせる」試みに協力した。
2023年6月に公開された落語協会マナー動画では、若手落語家からの依頼で、高座の粋なイメージとは異なる寄席の客席で迷惑な客の役を熱演。弟子の柳家喬太郎がナレーションでツッコミを入れるという構成の妙もあり、動画は一か月で3万以上のアクセス数となった。

## 芸風
人情噺の評価が高いが、滑稽噺にも力量を発揮する実力派の噺家である。もっぱら古典落語を演じていたが、近年では、まれに新作落語を演じることもある。
新作では、三遊亭圓丈がさん喬のために書き下ろした「稲葉さんの大冒険」という演目があり（稲葉は、さん喬の本名の姓）、現在は弟子の喬太郎の得意ネタとなっているが、さん喬自身もごくまれに演じることがある。また、劇作家の黒田絵美子の協力を得て、書き下ろしの新作落語も演じている。2007年の落語協会の新作落語台本発表落語会では、脚本家の浪江裕史が書き下ろした「娘の結婚 」を披露した 。
つやのある声と柔らかな物腰で女性ファンも多く、江戸の四季を色あざやかに浮かび上がらせる情景描写や男女の心理描写に定評がある。また、長屋噺を得意とし、長屋の生活の描写にもすぐれている。

## 演目
- 麻暖簾
- 愛宕山
- 按摩の炬燵
- 池田大助
- 意地くらべ
- 井戸の茶碗
- うどん屋
- 鰻の幇間
- 応挙の幽霊
- おせつ徳三郎
- 男の花道
- お化け長屋
- 御神酒徳利
- お若伊之助
- 掛け取り
- 笠碁
- 鰍沢
- 片棒
- 火事息子
- 髪結新三
- 甲府い
- 子別れ
- 真田小僧
- 三軒長屋
- 三年目
- 死神
- 芝浜
- 締め込み
- 白ざつま
- 心眼
- 崇徳院
- 千両蜜柑
- 粗忽の釘
- そば清
- 大工調べ
- 大仏餅
- たちぎれ
- 試し酒
- ちきり伊勢屋
- 茶金
- 茶の湯
- ちりとてちん
- 月見穴
- 佃祭
- 天狗裁き
- 転宅
- 富久
- 中村仲蔵
- 夏の医者
- 二番煎じ
- 抜け雀
- 猫定
- 猫の災難
- 鼠穴
- 寝床
- 野ざらし
- 初天神
- 花見の仇討
- 浜野矩随
- 一人酒盛
- 百年目
- 福禄寿
- 富士詣り
- 不動坊
- 船徳
- 文七元結
- へっつい幽霊
- 包丁
- 棒鱈
- 水屋の富
- 宮戸川
- 妾馬
- 百川
- 厄払い
- 宿屋の仇討
- 柳田格之進
- 雪の瀬川
- 夢金
- 夢の酒
- らくだ

### 廓噺
- 明烏
- 幾代餅
- 居残り佐平次
- お直し
- お見立て
- 五人廻し
- 三枚起請
- 品川心中
- 付き馬
- 突き落とし
- 徳ちゃん
- 文違い
- 木乃伊取り
- 山崎屋

### 政談
- 大工調べ
- 鹿政談
- 唐茄子屋政談

#### 左甚五郎もの
1. 竹の水仙
2. 三井の大黒
3. ねずみ

### 新作落語
- 一文笛（作：三代目桂米朝）
- 稲葉さんの大冒険（作：三遊亭圓丈）
- ぺたりこん（作：三遊亭圓丈）

## 芸歴
- 1967年4月 - 五代目柳家小さんに入門、前座名「小稲」。
- 1972年11月 - 二ツ目昇進、「さん喬」と改名。
- 1981年3月 - 真打昇進。

## 役職
- 2001年10月 - 2006年6月：落語協会理事付役員
- 2006年6月 - 2024年6月：落語協会常任理事
- 2024年6月 - ：落語協会会長

## 受賞歴
- 1984年 - 国立演芸場金賞
- 1986年 - 文化庁芸術祭賞
- 1987年 - 選抜若手演芸大賞真打部門大賞
- 1994年 - 第11回浅草演芸大賞新人賞
- 2013年 - 平成24年度（第63回）芸術選奨・文部科学大臣賞（大衆芸能部門）
- 2014年
  - 2014年度（第42回） 国際交流基金賞
  - 第31回浅草芸能大賞奨励賞
- 2016年 - 平成28年度文化庁文化交流使
- 2017年 - 紫綬褒章
- 2023年 - 令和4年度「スターの手型」被顕彰者[24]

## メディア

### 出演

#### テレビ番組
- にっぽんの芸能 「落語家・柳家さん喬が語る日本舞踊の魅力」（Eテレ、2018年9月28日）
- 「美の壺　ー選・江戸の落語」（NHK総合、2018年10月8日）
- 御法度落語 おなじはなし寄席!（BS朝日、2021年1月9日）
- 林家正蔵の演芸図鑑（NHK総合、2023年2月12日）「替り目」を口演
- 林家正蔵の演芸図鑑（NHK総合、2024年2月11日）「そば清」を口演

#### ウェブ番組
- ABEMA寄席（2020年5月2日、ABEMA）[25]

#### ラジオ番組
- NHK「ラジオ深夜便ーザ・はなし家　芸より人を磨け(1)　柳家さん喬」(2018年1月1日放送）
- NHK「ラジオ深夜便ーザ・はなし家　芸より人を磨け(2)　柳家さん喬」(2018年1月2日放送)
- NHK「ラジオ深夜便　深夜便アーカイブス」（2020年9月7日、9月8日）
- 伊藤史隆のラジオノオト（ABCラジオ、2022年2月23日放送） - 「ようこそ!ラジオノオトへ」コーナーにゲスト出演（天満天神繁昌亭にて開催の桂文三との二人会が行われた2月21日に収録）[注釈 3]。
- 「TOKYO SPEAKEAZY」（FMTOKYO、2024年7月17日放送）- 肩書は「落語協会会長」。春風亭昇太（落語芸術協会会長）との対談。

#### WEB動画
- 落語協会マナー動画（一般社団法人落語協会youtube、2023年6月26日）

### 著書
- 『柳家さん喬 大人の落語』（講談社、2017年6月）音声DVD付 ISBN 978-4062202855
- 『噺家の卵 煮ても焼いても 落語キッチンへようこそ！』（筑摩書房、2017年11月）ISBN 978-4480815408
- 『なぜ柳家さん喬は柳家喬太郎の師匠なのか？』柳家さん喬、柳家喬太郎｜著（徳間書店、2018年8月）ISBN  978-4198646332
- 『柳家さん喬一門本 ～世にも奇妙なお弟子たち～』さん喬と弟子たち｜著（秀和システム、2021年1月）ISBN 978-4798063287
- 『柳家さん喬「笑い」の流儀』（ビジネス社、2023年8月） ISBN 978-4828425184

### DVD
- えほん寄席　臨機応変の巻―「ねずみ」柳家さん喬　（絵）和田誠、NHKエデュケーション（2009）
- えほん寄席　馬力全開の巻―「長短」　柳家さん喬　（絵）黒田征太郎、NHKエデュケーション（2009）
- えほん寄席　東奔西走の巻―「死神」　柳家さん喬　（絵）水木しげる、NHKエデュケーション（2009）
- えほん寄席　伸縮自在の巻―「欠伸指南」柳家さん喬（絵）モンキーパンチ、NHKエデュケーション（2009）

### CD
朝日名人公ライブシリーズ、Sony Music Direct（2001～2018）
　柳家さん喬1　「片棒」「芝浜」（2001）
　柳家さん喬2　「千両みかん」「ちりとてちん」（2004）
　柳家さん喬3　「唐茄子屋政談」（2006）
　柳家さん喬4　「品川心中」上下（2007）
　柳家さん喬5　「福禄寿」（2010）
　柳家さん喬6　「おせつ徳三郎（通し）」（2010）
　柳家さん喬7　「猫定」（2011）
　柳家さん喬8　「船徳」「肝潰し」（2011）
　柳家さん喬9　「鴻池の犬」「水屋の富」（2012）
　柳家さん喬10　「雪の瀬川（全）」（2013）
　柳家さん喬11　「明烏」「棒鱈」（2013）
　柳家さん喬12　「あくび指南」「鼠穴」（2013）
　柳家さん喬13　「柳田格之進」「井戸の茶碗」「幾代餅」「さん喬トーク１・２」（2013）
　柳家さん喬14　「子別れ」（2014）
　柳家さん喬15　「夢の酒」「妾馬」（2014）
　柳家さん喬16　「笠碁」、「寝床」（2016）
　柳家さん喬17　「浜野矩随」「三年目」「百川」「掛取万歳」（2017）
　柳家さん喬18　「ちきり伊勢屋」（全）（2018）

## 一門
2021年に、弟子である柳家小志んの尽力により色物・前座まで一門全員が自分の入門経緯を書いた書籍「柳家さん喬一門本 ～世にも奇妙なお弟子たち」が発行された。
一門のうち喬太郎、喬志郎、やなぎの前座名が「さん坊」であり、左龍門下に「柳亭左ん坊」がいる。喬之助、小傳次の前座名は「さん市」であり、左龍と㐂三郎の前名は「小太郎」である。小志んの前座名は「小きち」であるが、現在同名の前座がさん喬一門に在籍している。

### 真打
- 柳家喬太郎
- 六代目柳亭左龍
- 柳家喬之助
- 柳家喬志郎
- 柳家小傳次
- 三代目柳家さん助
- 柳家小平太
- 五代目柳家小志ん
- 柳家㐂三郎
- 柳家さん花

### 二ツ目
- 柳家やなぎ

### 前座
- 柳家小きち

### 色物
- ダーク広和 - 奇術

### 廃業
- 柳家さん市